# Polylepis sericea
Polylepis sericea är en rosväxtart som beskrevs av Hugh Algernon Weddell. Polylepis sericea ingår i släktet Polylepis och familjen rosväxter. Inga underarter finns listade i Catalogue of Life.